# Barrio Santiaguito
Barrio Santiaguito är en ort i kommunen Metepec i delstaten Mexiko i Mexiko. Samhället hade 1 308 invånare vid folkräkningen år 2020.